# Viola occulta
Viola occulta là một loài thực vật có hoa trong họ Hoa tím. Loài này được Lehm. miêu tả khoa học đầu tiên.